# Hassan Whiteside
Hassan Niam Whiteside (Gastonia, 13 de junho de 1989) é um basquetebolista profissional americano que atualmente joga no Utah Jazz da NBA.
Ele jogou basquete universitário em Marshall e foi selecionado pelo Sacramento Kings com a 33° escolha geral no Draft da NBA de 2010. Além dos Kings, Booker jogou por Miami Heat da NBA, por Reno Bighorns, Sioux Falls Skyforce, Rio Grande Valley Vipers e Iowa Energy da D-League, por Amchit Club e Al Mouttahed Tripoli da Liga Libanesa e pelo Sichuan Blue Whales e Jiangsu Tongxi da Associação Chinesa de Basquete.

## Primeiros anos
Whiteside cresceu com seis irmãos e uma mãe solteira. Nascido e criado em Gastonia, Carolina do Norte, ele frequentou três escolas secundárias em dois anos: Hunter Huss High School, Ashbrook High School e Forestview High School.
Em seu primeiro ano do ensino médio, Whiteside foi morar com o pai em Newark, Nova Jersey, estudando na East Side High School. Depois de obter uma média de 18 pontos, 10 rebotes e 5,5 bloqueios por jogo, Whiteside voltou à Carolina do Norte no ano letivo de 2007-2008 e estudou na Hope Christian Academy (Kings Mountain, Carolina do Norte). Em 2008–09, ele jogou basquete preparatório na The Patterson School, em Lenoir, Carolina do Norte, onde ajudou a levar Patterson a um recorde de 34–2.
Whiteside foi classificado como o 12° melhor Pivô e o 87° melhor jogador da classe de 2009 pela Rivals.com.

## Carreira na faculdade
Whiteside escolheu a Universidade Marshall rejeitando Carolina do Norte em Charlotte, Carolina do Sul, Kentucky, Auburn e Mississippi State.
Whiteside chegou à Universidade Marshall e não demorou muito para ele chamar a atenção nacional. Ele foi destaque na edição de 28 de dezembro da coluna ESPN The College Basketball depois de acumular 14 pontos, 17 rebotes e nove bloqueios ao longo de 29 minutos em uma vitória por 60–53 sobre Ohio em 28 de novembro.
Em 12 de dezembro, Whiteside registrou o seu primeiro triplo-duplo em uma derrota por 105-54 para o Universidade Brescia, registrando 17 pontos, 14 rebotes e 11 bloqueios. Whiteside teve mais dois triplos-duplos no ano contra UCF em 13 de janeiro e 27 de fevereiro.
Ele terminou a temporada como líder do país em bloqueios com 182, ele também quebrou o recorde de Jerome Jordan de mais bloqueios em uma única temporada e o recorde de Marshall de mais bloqueios em uma única temporada. Os 182 bloqueios também foram um recorde nacional de um calouro, superando os 177 rebotes de Shawn Bradley em 1990-1991.
Em sua única temporada em Marshall, ele jogou 34 jogos e teve médias de 13.1 pontos, 8.9 rebotes e 5.4 bloqueios.
Em 29 de março de 2010, Whiteside se declarou elegível para o Draft da NBA de 2010, depois que o treinador de Marshall, Donnie Jones, aceitou o cargo de treinador de UCF.

## Carreira profissional

### Sacramento Kings (2010–2012)
Whiteside foi selecionado pelo Sacramento Kings com a 33ª escolha geral no Draft da NBA de 2010. Ele jogou na abertura da temporada dos Kings, registrando duas faltas em dois minutos contra o Minnesota Timberwolves e não jogou mais pelos Kings durante toda a temporada.
Ele passou algum tempo com o afiliado dos Kings na D-League, Reno Bighorns, entre 29 de novembro e 9 de janeiro.
Entre 1º de janeiro e 3 de fevereiro da temporada abreviada de 2011-12, Whiteside esteve em missão com o Reno Bighorns. Entre 15 de fevereiro e 11 de abril, ele disputou 18 jogos pelos Kings, incluindo um esforço de 10 rebotes no dia 8 de abril contra o Houston Rockets. Em 16 de julho de 2012, ele foi dispensado pelos Kings.
Em 2 temporadas em Sacramento, ele jogou 19 jogos e teve médias de 1.5 pontos, 2.1 rebotes e 0.8 bloqueios. Em 2 temporadas jogando pelo Reno Bighorn, ele jogou 8 jogos e teve médias de 6.1 pontos, 5.2 rebotes e 2.5 bloqueios.

### D-League, Líbano e China (2012-2014)
Em 14 de dezembro de 2012, Whiteside foi adquirido pelo Sioux Falls Skyforce da D-League. Em 4 de janeiro de 2013, ele foi negociado com o Rio Grande Valley Vipers. Ele deixou os Vipers antes dos playoffs e ingressou no clube libanês Amchit Club no final de abril. Após três jogos pelo Amchit no início de maio, Whiteside deixou o Líbano e se juntou à equipe chinesa, Sichuan Blue Whales. Em 27 jogos, ele teve uma média de 25,7 pontos, 16,6 rebotes, 1,4 roubadas de bola e 5,1 bloqueios por jogo.
Em novembro de 2013, Whiteside voltou ao Líbano após assinar com Al Mouttahed Tripoli. Em abril de 2014, ele foi saiu do Trípoli e voltou à China. Ele se juntou à equipe chinesa, Jiangsu Tongxi, onde em 17 jogos teve média de 29,6 pontos, 16,4 rebotes, 1,3 assistências e 4,3 bloqueios por jogo.
Depois de passar a Summer League com o Toronto Raptors e a pré-temporada com o Memphis Grizzlies, Whiteside se juntou ao afiliado dos Grizzlies na D-League, Iowa Energy, em novembro de 2014.

### Miami Heat (2014–2019)

#### Temporada de 2014-15
Em 24 de novembro de 2014, Whiteside assinou contrato com o Miami Heat. Em 13 de dezembro, ele foi designado para o Sioux Falls Skyforce, mas foi retirado dois dias depois. Em 4 de janeiro de 2015, ele teve seu primeiro duplo-duplo da carreira com 11 pontos, 10 rebotes e 5 bloqueios em uma vitória de 88-84 sobre o Brooklyn Nets.
Em 25 de janeiro, ele teve seu primeiro triplo-duplo da carreira com 14 pontos, 13 rebotes e 12 rebotes em uma vitória sobre o Chicago Bulls por 96-84. No processo, Whiteside se tornou apenas o quarto jogador nos 25 anos anteriores com pelo menos 12 pontos, 12 rebotes e 12 bloqueios em um jogo e o primeiro jogador desde Manute Bol com 12 bloqueios em 25 minutos ou menos.
Em 4 de fevereiro, ele marcou 24 pontos e 20 rebotes em uma derrota para o Minnesota Timberwolves. Seus 90% de arremessos certos e sua noite de 20/20 o tornaram um dos únicos quatro jogadores na história da NBA a alcançar tal feito.
Em 2 de março de 2015, Whiteside entrou em uma briga com Alex Len, do Phoenix Suns. No dia seguinte, a NBA multou Whiteside em US $ 15.000 pela briga. Em 10 de março, ele foi suspenso por um jogo por golpear Kelly Olynyk em 9 de março. Ele terminou em quarto lugar na votação de Jogador Que Mais Evoluiu.
Durante sua primeira temporada no Heat, Whiteside jogou 48 jogos e teve médias de 11.8 pontos, 10.0 rebotes e 2.6 bloqueios.

#### Temporada de 2015-16
Em 17 de novembro, ele teve seu segundo triplo-duplo da carreira com 22 pontos, 14 rebotes e 10 bloqueios em uma derrota para o Minnesota Timberwolves. Em 9 de dezembro, ele teve três bloqueios contra o Charlotte Hornets, abrindo a temporada com duas ou mais bloqueios nos 20 jogos, atrás apenas de Mark Eaton (24 na temporada de 1988-89) e Shaquille O'Neal (23 na temporada de 1992-93) para séries mais longas em um inicio de temporada. Sua série terminou no 21° jogo depois que ele não conseguiu um bloqueio em 13 de dezembro contra o Memphis Grizzlies.
Em 15 de janeiro de 2016, Whiteside registrou seu terceiro triplo-duplo da carreira com 19 pontos, 17 rebotes e 11 bloqueios em uma vitória de 98-95 sobre o Denver Nuggets. Entre 22 de janeiro e 2 de fevereiro, ele perdeu seis jogos com uma lesão no quadril esquerdo. Ele voltou à ação em 3 de fevereiro, registrando 10 pontos, nove rebotes e cinco bloqueios em 17 minutos em uma vitória por 93-90 sobre o Dallas Mavericks. Dois dias depois, ele gravou seu terceiro triplo-duplo da temporada e o quarto de sua carreira com 10 pontos, 10 rebotes e 10 bloqueios em uma vitória por 98-95 sobre o Charlotte Hornets.
Em 20 de fevereiro, ele registrou 25 pontos e 23 rebotes em uma vitória de 114-94 sobre o Washington Wizards, marcando apenas a 11ª vez na história da NBA que um jogador teve pelo menos 20 pontos e 20 rebotes em um jogo como reserva. Whiteside também bloqueou dois arremessos naquele jogo, dando a ele 300 bloqueios em 94 jogos pelo Heat, o mais rápido que um jogador do Heat atingiu a marca. No próximo jogo do Heat no dia seguinte contra o Indiana Pacers, Whiteside teve seu milésimo rebote em seu 95º jogo, marcando o mais rápido que alguém alcançou esse marco na história do Heat, à frente de Alonzo Mourning (96), Kevin Willis (98) e Shaquille O'Neal (99).
O Heat terminou a temporada regular como a terceira melhor campanha na Conferência Leste com um recorde de 48-34. Whiteside terminou como o principal bloqueador da liga na temporada de 2015-16 e foi selecionado para a Segunda-Equipe Defensiva. Na primeira rodada dos playoffs, o Heat enfrentou o Charlotte Hornets e em uma vitória no Jogo 1 em 17 de abril, Whiteside fez sua estréia na pós-temporada com 21 pontos e 11 rebotes. O Heat perdeu para o Toronto Raptors na segunda rodada.
Nessa temporada, Whiteside jogou 73 jogos e teve médias de 14.2 pontos, 11.8 rebotes e 3.7 bloqueios.

#### Temporada de 2016-17
Em 7 de julho de 2016, Whiteside renovou com o Heat em um contrato de quatro anos e US $ 98 milhões.
No jogo de abertura da temporada, em 26 de outubro, Whiteside registrou 18 pontos, 14 rebotes e quatro bloqueios em uma vitória por 108-96 sobre o Orlando Magic. Com 21 pontos e 16 rebotes contra o Toronto Raptors em 4 de novembro, Whiteside registrou seu quinto duplo-duplo seguido, um recorde da franquias em um começo de temporada.
Em 10 de novembro, ele marcou 20 pontos e 20 rebotes contra o Chicago Bulls em seu terceiro jogo de 20/20 na carreira. O único jogador a ter mais jogos de 20/20 pelo Heat foi Rony Seikaly com 12 jogos.
Em 14 de dezembro, ele registrou 26 pontos e 22 rebotes em uma vitória de 95-89 sobre o Indiana Pacers, marcando seu quarto jogo na carreira de 20/20. Em 1º de fevereiro de 2017, Whiteside conquistou seu 2.000º rebote em uma vitória por 116-93 sobre o Atlanta; ele terminou o jogo com 18 pontos e 18 rebotes. Três dias depois, ele registrou 30 pontos e 20 rebotes em uma vitória de 125-102 sobre o Philadelphia 76ers. O jogo de 30/20 foi o primeiro de sua carreira e o nono na história do Heat, incluindo playoffs. Ele se juntou a Bill Laimbeer como o único jogador na história da NBA a ter um jogo de 30 pontos e 20 rebotes em menos de 27 minutos.
Em 12 de março, ele teve 26 pontos e 21 rebotes em uma derrota por 102-98 para o Indiana Pacers. Foi o quinto jogo de 20/20 de Whiteside nesta temporada. Em 21 de março, ele teve um desempenho de 23 pontos e 14 rebotes em uma vitória por 112-97 sobre o Phoenix Suns. Ele alcançou 936 rebotes na temporada durante o jogo, estabelecendo um recorde de franquia em uma única temporada. Whiteside também registrou seu 57º jogo de rebote com dois dígitos da temporada, um recorde de Heat. Em 2 de abril contra o Denver Nuggets, Whiteside se tornou o primeiro jogador do Heat a registrar 1.000 pontos e 1.000 rebotes em uma temporada.
Nessa temporada, Whiteside jogou 77 jogos e teve médias de 17.0 pontos, 14.1 rebotes e 2.1 bloqueios.

#### Temporada de 2017-18
No jogo de abertura do Heat contra o Orlando Magic em 18 de outubro de 2017, Whiteside registrou 26 pontos e 22 rebotes em uma derrota de 116-109, tornando-se o primeiro jogador desde Kevin Garnett em 2007 a marcar pelo menos 20 pontos e 20 rebotes na noite de abertura.
Em 1 de novembro de 2017, ele retornou de uma ausência de cinco jogos com um joelho machucado e registrou 13 pontos e 14 rebotes em uma vitória de 97-91 sobre o Chicago Bulls. Em 26 de dezembro de 2017, ele retornou de uma ausência de 11 jogos com uma contusão óssea no joelho esquerdo e registrou sete pontos e oito rebotes em uma vitória por 107-89 sobre o Orlando Magic.
Nessa temporada, Whiteside jogou 54 jogos e teve médias de 14.0 pontos, 11.4 rebotes e 1.7 bloqueios.

#### Temporada de 2018-19
Em 29 de outubro de 2018, Whiteside registrou 24 rebotes (maior marca da NBA), 16 pontos e cinco bloqueios em uma derrota de 123-113 para o Sacramento Kings. Em 7 de novembro, ele registrou 29 pontos, 20 rebotes e nove bloqueios (maior marca da NBA) em uma vitória de 95-88 sobre o San Antonio Spurs. Em março de 2019, ele foi relegado a um papel de reserva após sofrer uma lesão no quadril.
Nessa temporada, Whiteside jogou 72 jogos e teve médias de 12.3 pontos, 11.3 rebotes e 1.9 bloqueios.
Em 5 temporadas em Miami, ele jogou 324 jogos e registrou 4.554 pontos, 3.870 rebotes (5° da história da franquia) e 783 bloqueios (3° da história da franquia).
rebotes e 783 bloqueios.783

### Portland Trail Blazers (2019 – Presente)
Em 6 de julho de 2019, Whiteside foi negociado com o Portland Trail Blazers como parte de uma negociação de quatro equipes que também envolvia o Los Angeles Clippers e o Philadelphia 76ers.

## Vida pessoal
Whiteside é o filho de Hasson Arbubakrr e Debbie Whiteside. Seu pai jogou na NFL pelo Minnesota Vikings e Tampa Bay Buccaneers de 1983 a 1984. Whiteside tem um irmão mais novo chamado Nassan, que tem autismo. Em 2012, o Nassan's Place foi incorporado no estado de Nova Jersey como uma organização sem fins lucrativos. O Nassan's Place oferece às famílias de renda baixa a oportunidade de receber cuidados de qualidade e acessíveis a seus filhos em um ambiente seguro e despreocupado.
Em janeiro de 2017, Whiteside transferiu US $ 2,75 milhões para o advogado Michael Avenatti como o primeiro pagamento em um acordo de US $ 3 milhões com a ex-namorada Alexis Gardner, que foi representada por Avenatti no acordo. Avenatti supostamente desviou quase US $ 194.000 dos US $ 3 milhões que Whiteside pagou no total, apesar de ter direito legal a pouco mais de US $ 1 milhão em honorários legais. Esta notícia veio à tona durante uma acusação de Avenatti em 10 de abril de 2019 em Santa Ana, Califórnia. “Firmamos um acordo mutuo após o término de nosso relacionamento; um acordo que refletia o investimento de tempo e apoio de Alexis ao longo de vários anos, enquanto Hassan seguia uma carreira na NBA”, disseram Whiteside e Gardner ao Los Angeles Times em comunicado divulgado por seu agente.

## Estatísticas

### NBA

#### Temporada regular
| Ano      | Time       | PJ  | MPJ  | AP   | 3P    | LL   | RT    | AS  | BR | TO   | PPJ  |
| -------- | ---------- | --- | ---- | ---- | ----- | ---- | ----- | --- | -- | ---- | ---- |
| 2010–11  | Sacramento | 1   | 2.0  | .000 | –     | .000 | .0    | .0  | .0 | .0   | .0   |
| 2011–12  | Sacramento | 18  | 6.1  | .444 | –     | .417 | 2.2   | .0  | .2 | .8   | 1.6  |
| 2014–15  | Miami      | 48  | 23.8 | .628 | –     | .500 | 10.0  | .1  | .6 | 2.6  | 11.8 |
| 2015–16  | Miami      | 73  | 29.1 | .606 | –     | .650 | 11.8  | .4  | .6 | 3.7* | 14.2 |
| 2016–17  | Miami      | 77  | 32.6 | .557 | –     | .628 | 14.1* | .7  | .7 | 2.1  | 17.0 |
| 2017–18  | Miami      | 54  | 25.3 | .540 | 1.000 | .703 | 11.4  | 1.0 | .7 | 1.7  | 14.0 |
| 2018–19  | Miami      | 72  | 23.3 | .571 | .125  | .449 | 11.3  | .8  | .6 | 1.9  | 12.3 |
| Carreira | Carreira   | 343 | 26.0 | .574 | .222  | .593 | 11.4  | .6  | .6 | 2.3  | 13.4 |

#### Playoffs
| Ano      | Time     | PJ | MPJ  | AP   | 3P | LL   | RT   | AS | BR | TO  | PPJ  |
| -------- | -------- | -- | ---- | ---- | -- | ---- | ---- | -- | -- | --- | ---- |
| 2016     | Miami    | 10 | 29.1 | .681 | –  | .591 | 10.9 | .3 | .8 | 2.8 | 12.0 |
| 2018     | Miami    | 5  | 15.4 | .450 | –  | .615 | 6.0  | .2 | .0 | 1.2 | 5.2  |
| Carreira | Carreira | 15 | 24.5 | .629 | –  | .596 | 9.3  | .3 | .5 | 2.3 | 9.7  |

### Universitário
| Ano     | Time     | PJ | MPJ  | AP   | 3P   | LL   | RT  | AS | BR | TO  | PPJ  |
| ------- | -------- | -- | ---- | ---- | ---- | ---- | --- | -- | -- | --- | ---- |
| 2009–10 | Marshall | 34 | 26.1 | .524 | .600 | .588 | 8.9 | .3 | .6 | 5.4 | 13.1 |

Fonte: